# Catocala defasciata
Catocala defasciata är en fjärilsart som beskrevs av Stertz 1915. Catocala defasciata ingår i släktet Catocala och familjen nattflyn. Inga underarter finns listade i Catalogue of Life.